# Папуасы

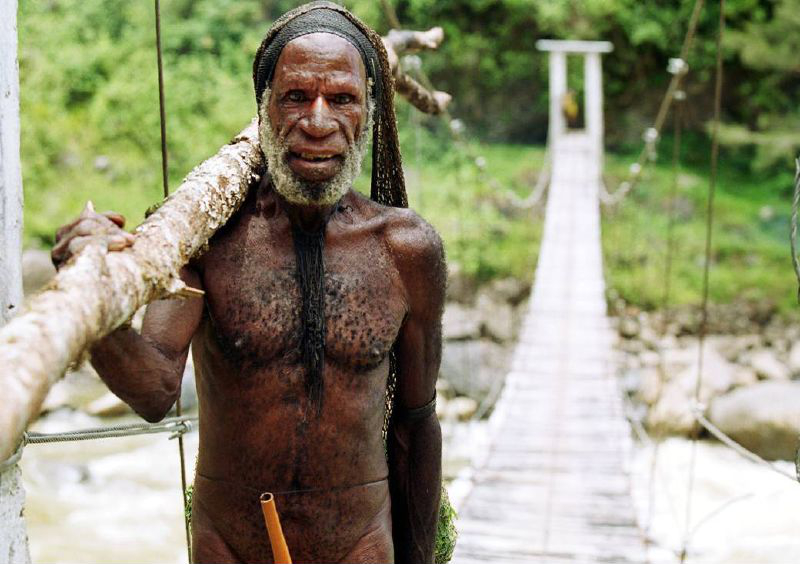
Папуас

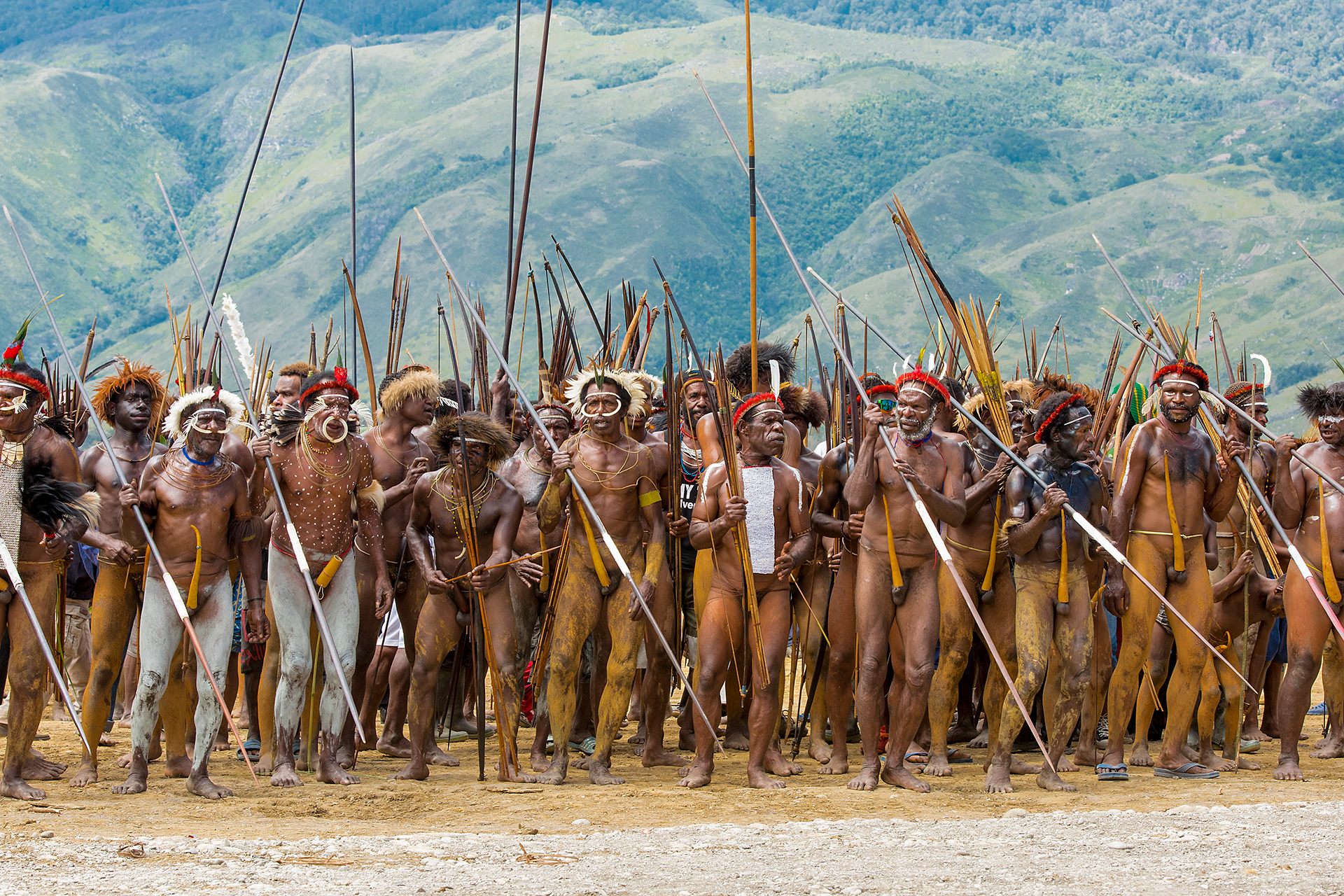
Папуасы народа дани

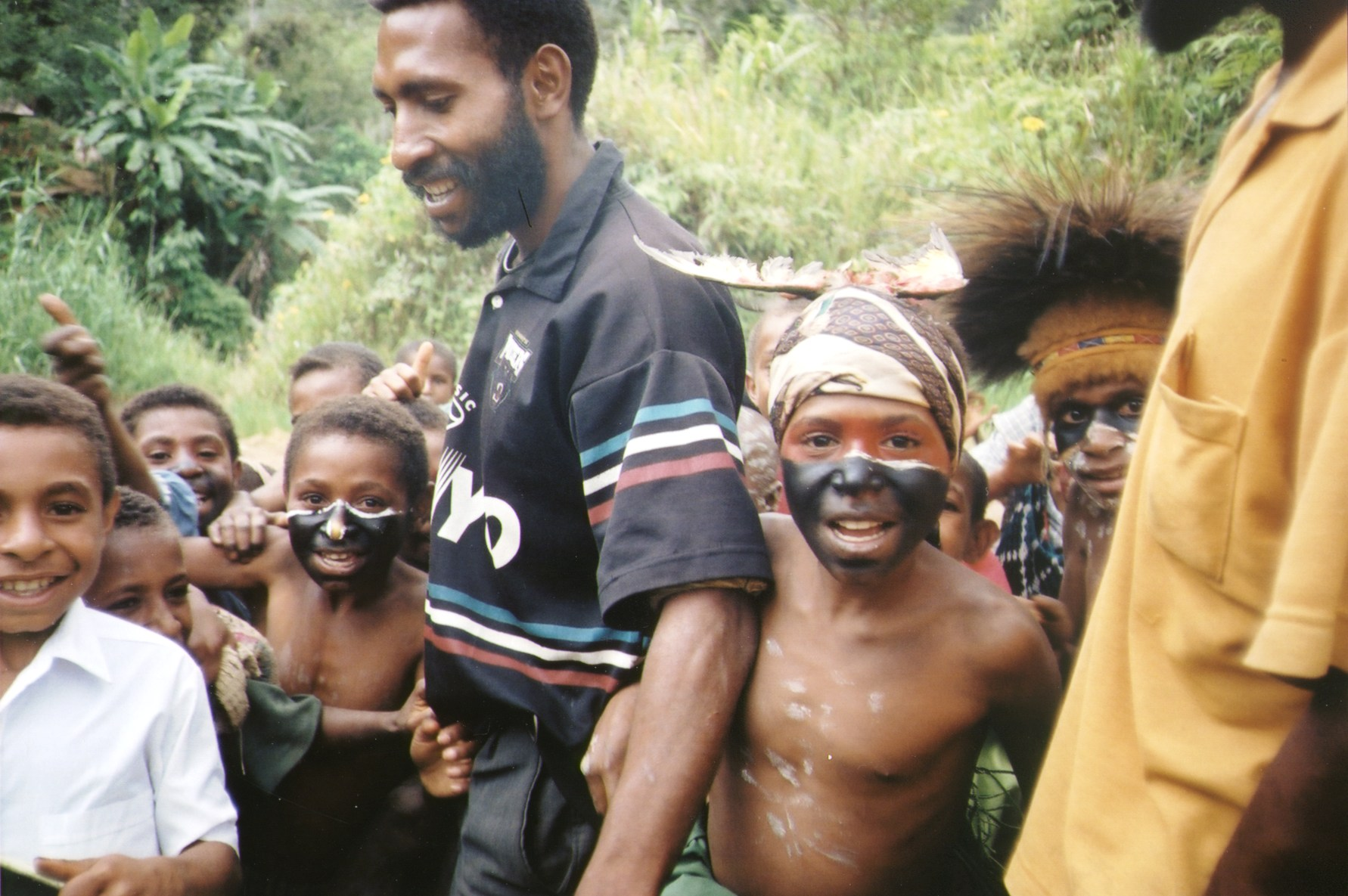
Папуасские дети

Папуа́сы (индон. Suku-suku di Papua, англ. Papuans) — древнейшее население острова Новая Гвинея и некоторых других островов Меланезии и Индонезии.
Основное население государства Папуа — Новая Гвинея и индонезийской провинции Ириан-Джая. По антропологическому типу близки к меланезийцам (меланезийская малая раса в составе большой австралоидной расы), но отличаются от них по языкам; не все папуасские языки, однако, родственны между собой. Общенациональным языком папуасов в Папуа — Новой Гвинее является креольский язык ток-писин на английской основе.
Большинство папуасов исповедует христианство — преимущественно протестантизм и, в меньшей мере, католичество — но распространены и традиционные верования.

## Название
Название «папуасы», согласно одному из предположений, происходит от малайск. papuan, означающего «курчавый».

## Область расселения

Область расселения папуасов

Основная зона расселения папуасов — остров Новая Гвинея, восточная часть которого — самостоятельное государство Папуа — Новая Гвинея (включает архипелаг Бисмарка и остров Бугенвиль), а западная входит в состав Индонезии (Ириан-Джая-Западный Ириан), где много десятилетий существует сильное движение за отделение от Индонезии. Папуасы также живут на островах Алор, Тимор, Хальмахера и в Меланезии.
По разным данным, папуасских народов и языков насчитывается от 300 до 800, поскольку установление разницы между отдельным языком и диалектом представляет значительную проблему.
Некоторые мелкие племена насчитывают менее 100 человек, а оума, ёба и бина — менее 10 человек. Крупнейшие народности (численность в тысячах): чимбу (250), энга (195), гимбу (142), медлпа (101), камано (64), хули (90), экари (канауки) (100), ангал (55), умбу-унгу (47), вахги (66), кева (56), дани (дугул-дани), хванггона, асмат (61), бенабена (17), маринд-аним (8), абелам (10), насиоп (10), бонкин (10), буин (18). Общее население Папуа — Новой Гвинеи — 6 057 263 чел. (2009).

## Политический статус
С 1884 по 1920 год папуасы северо-восточной части Новой Гвинеи находились в колониальной зависимости от Германии (Земля императора Вильгельма). Эта часть была захвачена австралийскими войсками в сентябре 1914 года, а с 1920 года перешла под управление Австралии. Юго-восточная часть острова с 1884 по 1888 год была протекторатом Великобритании, затем колонией, а в 1905 году была передана под управление Австралии. В 1949 году обе эти части были переданы под опеку Австралии. В сентябре 1975 года вся восточная часть острова стала независимым государством Папуа — Новая Гвинея. Государство имеет сухопутную границу только с Индонезией (на западе), которая проведена по 141 меридиану и лишь на небольшом участке отклоняется на запад вместе с рекой Флай. Папуасы западной части острова находятся под властью Индонезии, которая считает эту территорию своими пятью провинциями: Папуа, Центральное Папуа, Папуа Пегунунган, Южное Папуа и Западное Папуа. В этой части острова существует Движение за свободное Папуа, выступающее за отделение от Индонезии и создание независимого папуасского государства.

## Происхождение
Большинство учёных признают, что австралоидные народы заселяли в древности более обширный ареал и были постепенно вытеснены монголоидами. Считается, что Новая Гвинея была заселена 20—25 тыс. лет назад; 5 тыс. лет назад в этот регион проникли меланезийские племена. По расовому типу эти две группы народов близки, но по языкам и культуре — нет.
Генетические исследования популяций Сахула, в сравнении с исследованиями других современных человеческих популяций, показали, что папуасы Новой Гвинеи разделились с йоруба около 90 тыс. лет назад, а с евразийскими популяциями — 40 тыс. лет назад.
Папуасы скрещивались с популяциями D1 и D2 денисовского человека, с линией D1 — 29,8 тыс. л. н.д, с линией D2 — 45,7 тыс. лет назад.

## Быт и традиционные занятия

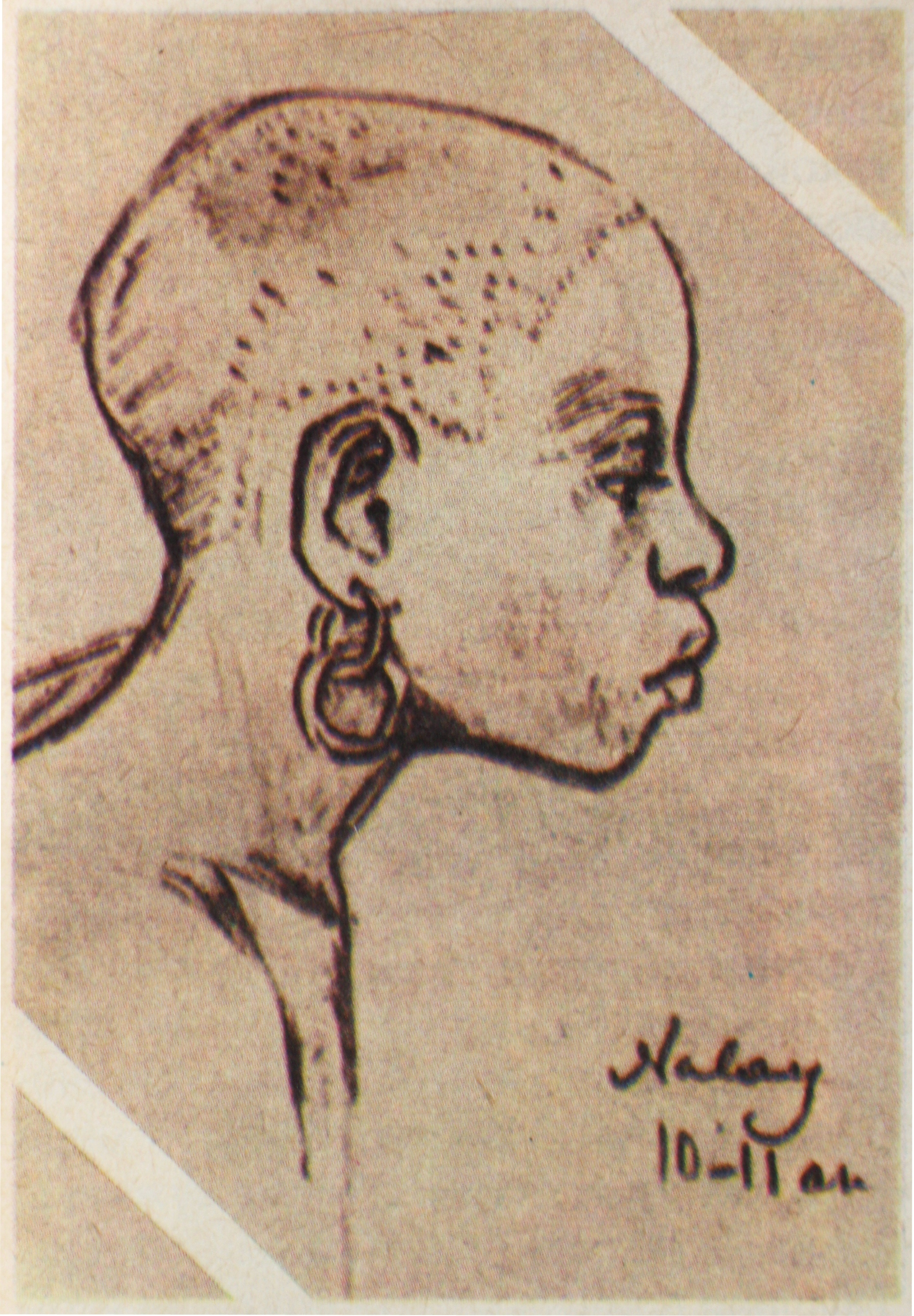
Мальчик Налай, 10—11 лет. Рисунок Миклухо-Маклая, июль 1872 года

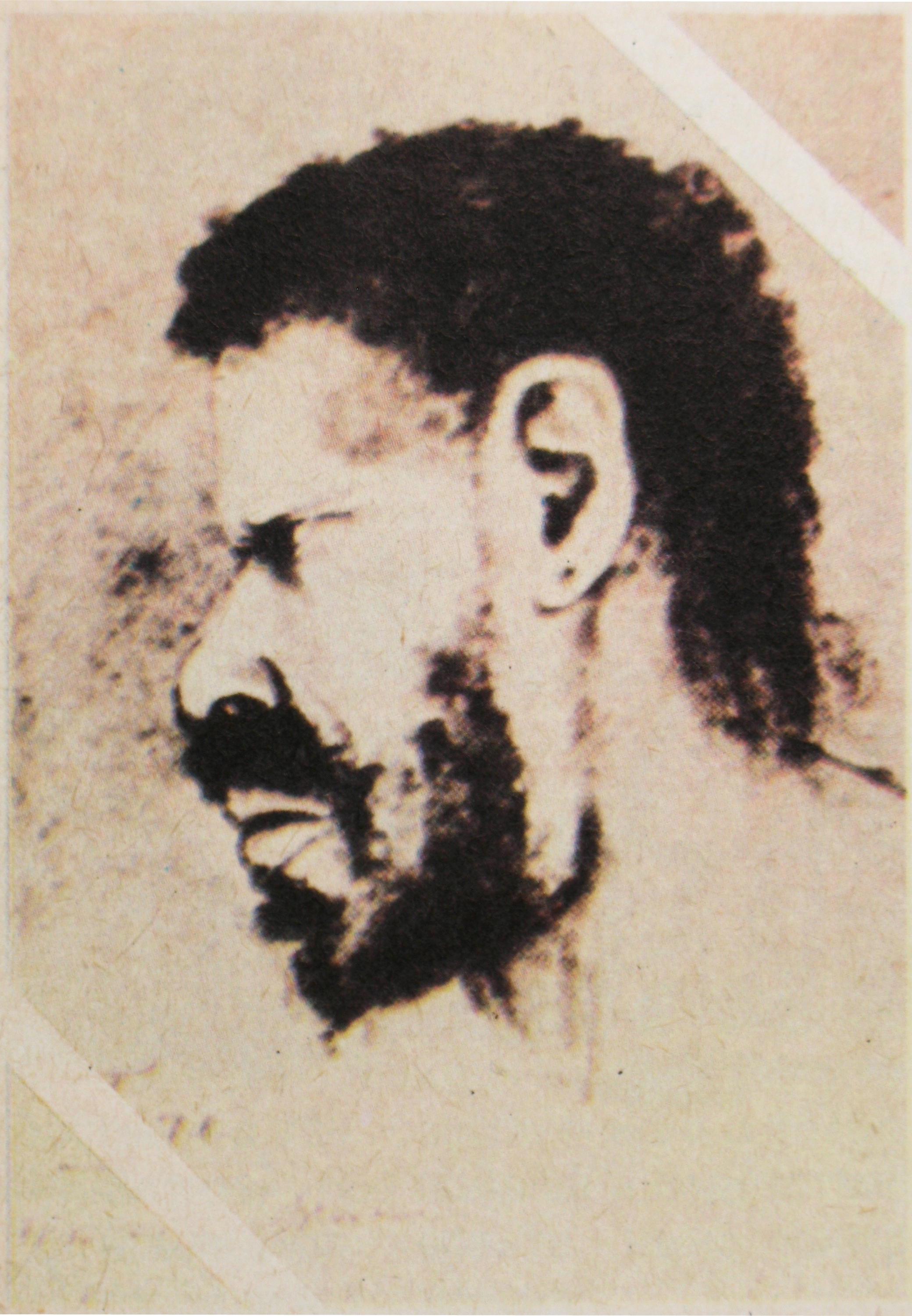
Боге — папуас из горной деревни Энглам-Мана. Рисунок Миклухо-Маклая, май-июнь 1872 года

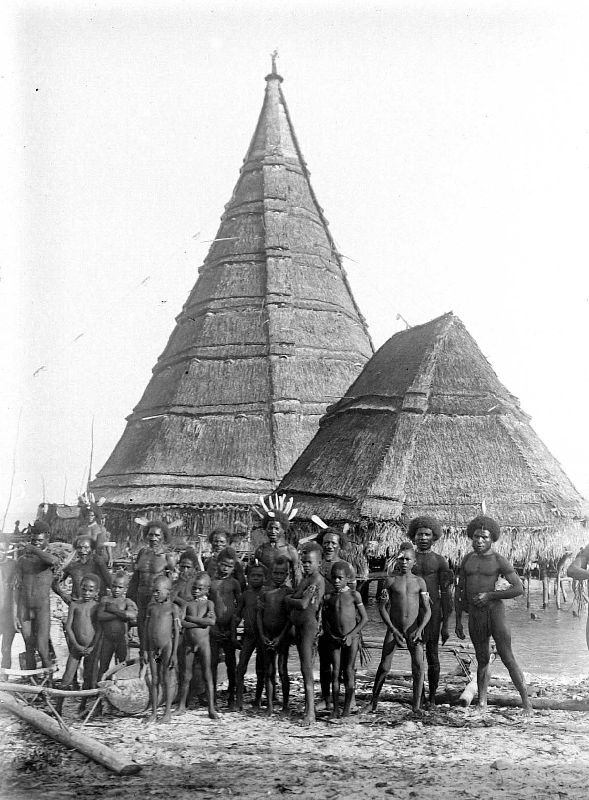
Папуасы напротив своего дома

Основное занятие папуасов — ручное земледелие тропического пояса. Второстепенные — охота и собирательство. Важную роль играет свиноводство. Главные культуры — кокос, банан, таро, ямс.
В настоящее время, в силу европейского влияния, папуасы заняты в горной промышленности, работают шофёрами, продавцами, клерками. Формируется слой предпринимателей, фермеров. 50 % папуасского населения заняты в натуральном хозяйстве.
Население папуасской деревни составляет от 100 до 150 чел. Они бывают компактными и разбросанными; иногда это — один длинный дом до 200 м. Семья имеет 5-6 участков земли в разных стадиях созревания. Каждый день пропалывается один участок, а на другом собирается урожай. Урожай держат на корню, забирая количество продуктов, которого хватит на 1 день. Работают совместно.
В каждой деревне важным местом является буамбрамра — общественный дом.
Орудия труда:
- топор, изготовляемый из агата, кремня или раковины тридакны;
- донган — острая заточенная кость, её носят на руке, заткнув за браслет, ей же режут плоды;
- бамбуковый нож, режущий мясо, плоды, прочнее донгана.

Оружие:
- хагда — метательное копьё, 2 м, из твёрдого тяжёлого дерева;
- сервару — более лёгкое копьё, с бамбуковым наконечником, который обычно ломается и остаётся в ране, украшено перьями и мехом;
- араль — лук, 2 м длиной;
- араль-ге — стрела, 1 м длиной, с деревянным наконечником;
- палом — стрела с широким бамбуковым наконечником, более опасна;
- саран — стрела для рыбалки;
- юр — метательное копье с несколькими остриями;
- палицы и щиты.

Одежда папуасов состоит из пояса, у мужчин красного, у женщин — в красную и чёрную полосу. Мужчины носят также своеобразный «футляр для пениса» (котека). Браслеты носят на руке (сагю) и на ногах (самба-сагю). Кроме этого, украшают тело продетыми в отверстия предметами — кекее (в носу) и буль (во рту). Из вещей используются мешки — ямби и гун (маленькие, для табака и мелких предметов, их носили на шее) — и большой мешок на плече. У женщин есть свои, женские мешки (нангели-ге). Пояса и сумки изготовляются из луба или волокон разных деревьев (тауви, маль-сель, яван-сель). Из волокон дерева нуг-сель делают верёвки, а из дерева бу-сель — якорные канаты. Смола дерева гутур используется в качестве клея.
Пища папуасов в основном — растительная, но употребляются также свинина, мясо собак, кур, крыс, ящериц, жуки, моллюски, рыбы.

## Духовная культура

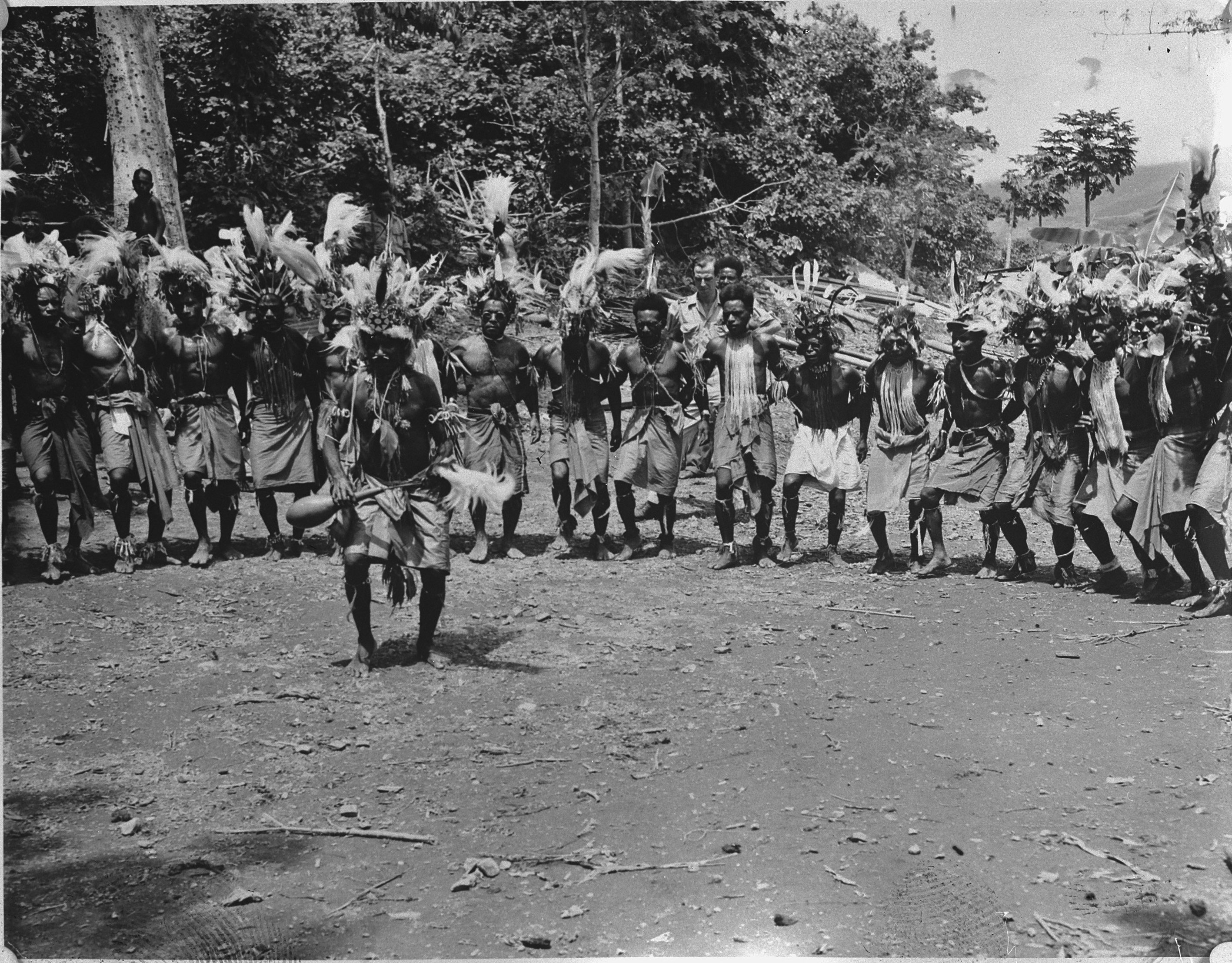
Танцующие папуасы

Среди папуасов распространены фольклор, песни, танцы, мифы. Их песни и танцы очень просты. Пение называется мун, мелодия варьирует очень слабо.

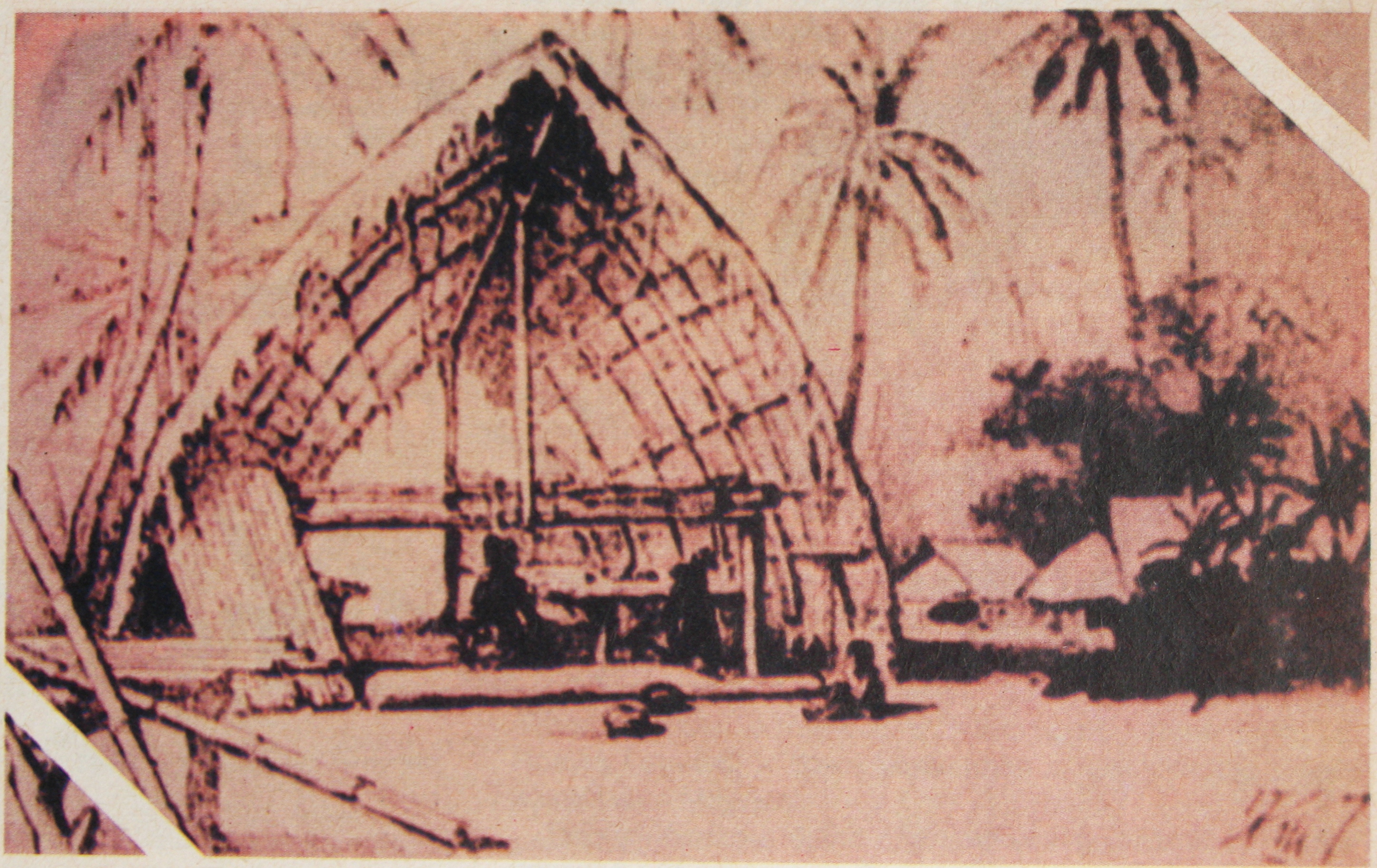
Миклухо-Маклай. Папуасское жилище в 1870-х годах

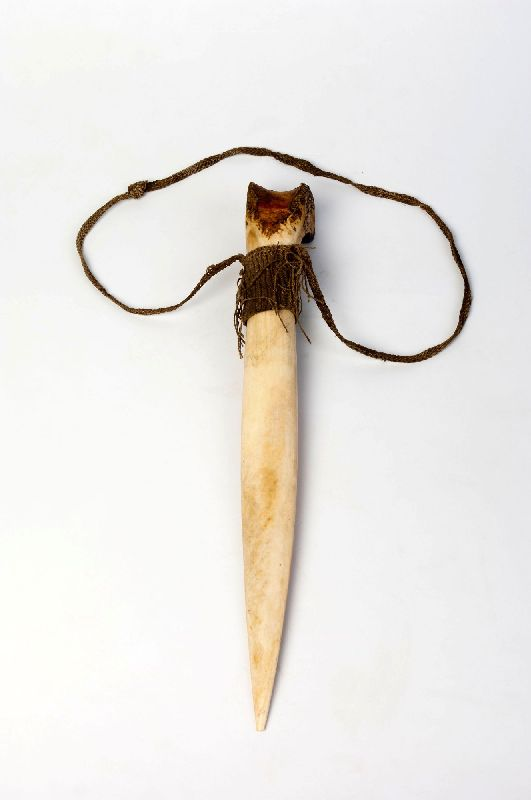
Папуасский кинжал из кости

Музыкальные инструменты (общее название — ай, так же называются и праздники, куда допускаются только мужчины):
- ай-кабраль — полый бамбуковый ствол, 2 м длиной, в него дуют, кричат, воют;
- мунки-ай — скорлупа кокоса, с двумя отверстиями, в одно дуют, другое затыкают;
- халь-ай — труба из корня, аналогична предыдущим;
- орлан-ай — ручка со шнурками с висящими на них пустыми скорлупами орехов, её встряхивают;
- окам — барабан.

Самый значимый праздник у папуасов — синг-синг.
Традиционные верования папуасов близки австралийским и меланезийским. У маринд-аним бытует культ, близкий австралийскому — тотемизм. Дема — тотемический предок. Мифы в основном рассказывают о подвигах полуживотных-полулюдей. У них распространён тайный культ Майо, связанный с инициациями. У других папуасов культы отличаются, в основном это — вера в различную магию — вредоносную, лечебную, хозяйственную. Слово оним означает и колдовство, и яд, и всякое лечебное снадобье. Оним считается причиной всех болезней, бед и смерти, поэтому его боятся. Часто виновниками бед считают соседнее племя.
Большое значение имеет культ предков и черепов. Папуасы изготовляют корвары — изображения предков (стилизованные человеческие фигуры); в районе залива Астролябии, где бывал Миклухо-Маклай, на языке бонгу они называются телум.
У папуасов хорошо развита резьба по дереву, они делают очень сложные орнаменты, которыми украшают оружие и прочие предметы.

## Папуасы в культуре
Для людей XIX века папуасы считались олицетворением дикости. В частности, Вл. Соловьёв в «Оправдании добра» противопоставлял Гёте и папуаса.